# Schoberhof (Gemeinde Kottes-Purk)
Schoberhof ist eine Ortschaft und eine Katastralgemeinde der Gemeinde Kottes-Purk im Bezirk Zwettl in Niederösterreich.
Die Rotte befindet sich südlich von Gschwendt und ist durch die Landesstraße L7138 an die Verbindungstraße zwischen Weißenkirchen und Kottes L78 angebunden. Zum Ortsgebiet zählt auch noch die westlich gelegene Einzellage Purgstall.

## Geschichte
In der Josephinischen Landesaufnahme aus dem Jahr 1781 wird hier ein Anwesen Schoberhof verzeichnet., im Eintrag der Josephinischen Fassion aus Jahre 1786/87 gab es im heutigen Ort 3 Häuser.
Nach der Entstehung der Ortsgemeinden 1849 wurde der Ort eine Katastralgemeinde der Ortsgemeinde Gschwendt.
Laut Adressbuch von Österreich waren im Jahr 1938 in Schoberhof einige Landwirte mit Direktvertrieb ansässig.
Im Zuge der Niederösterreichischen Kommunalstrukturverbesserung wurde der Ort durch die Auflösung der Gemeinde Gschwendt am 1. Januar 1967 ein Teil der Gemeinde Kottes-Purk.

## Siedlungsentwicklung
Zum Jahreswechsel 1979/1980 befanden sich in der Katastralgemeinde Schoberhof insgesamt 4 Bauflächen mit 2.723 m² und 11 Gärten auf 24.203 m², 1989/1990 gab es 4 Bauflächen. 1999/2000 war die Zahl der Bauflächen auf 31 angewachsen und 2009/2010 bestanden 19 Gebäude auf 35 Bauflächen.

## Bodennutzung
Die Katastralgemeinde ist landwirtschaftlich geprägt. 51 Hektar wurden zum Jahreswechsel 1979/1980 landwirtschaftlich genutzt und 46 Hektar waren forstwirtschaftlich geführte Waldflächen. 1999/2000 wurde auf 45 Hektar Landwirtschaft betrieben und 52 Hektar waren als forstwirtschaftlich genutzte Flächen ausgewiesen. Ende 2018 waren 40 Hektar als landwirtschaftliche Flächen genutzt und Forstwirtschaft wurde auf 53 Hektar betrieben. Die durchschnittliche Bodenklimazahl von Schoberhof beträgt 21,8 (Stand 2010).